# Whitewater (Kalifornija)
Whitewater je naseljeno područje za statističke svrhe u američkoj saveznoj državi Kalifornija. Prema popisu stanovništva iz 2010. u njemu je živjelo 859 stanovnika.